# پیتر ساموئلسون
پیتر ساموئلسون (انگلیسی: Peter Samuelson؛ زادهٔ ۱۶ اکتبر ۱۹۵۱) تهیه‌کننده فیلم و تهیه‌کننده تلویزیونی آمریکایی و بریتانیایی است که برای فیلم‌هایی همچون انتقام خوره‌ها و جاده آرلینگتون شناخته می‌شود.